# Щебёночный завод (остановочный пункт)
Щебёночный завод — остановочный пункт Северобайкальского региона Восточно-Сибирской железной дороги на Байкало-Амурской магистрали (1439 километр).
Находится в Муйском районе Республики Бурятия, на левом берегу реки Муякан.

## Пригородное сообщение по станции
На декабрь 2019 года остановки пригородного поезда нет.
| № поезда | Маршрут движения   | № поезда | Маршрут движения   |
| -------- | ------------------ | -------- | ------------------ |
| 6373     | Таксимо — Окусикан | 6374     | Окусикан — Таксимо |